# Gliese 581 c
Gliese 581c o GL 581c es un planeta extrasolar que orbita la estrella Gliese 581, que se encuentra a unos 20,5 años luz de la Tierra, aproximadamente a 193.81 billones de kilómetros. Pertenece a un sistema de seis planetas, que también incluye a GL 581b, GL 581d, GL 581e, GL 581f y GL 581g
Fue descubierto en el año 2007 por el astrónomo suizo Stephane Udry  y su equipo desde el Observatorio de La Silla, ubicado en Chile y que pertenece al European Southern Observatory, usando un telescopio de 3,4 metros, conectado a un espectrógrafo, el HARPS (Buscador de Planetas con Velocidad Radial de Alta Precisión), que es el más preciso del mundo. El equipo utilizó la técnica de la velocidad radial, en la que se determina la distancia y la masa del planeta por medio de las perturbaciones que su gravedad provoca en el movimiento de su estrella, ya que los tirones gravitatorios provocan un pequeño efecto Doppler en las rayas del espectro de la estrella.

## Órbita
Gliese 581c tiene un período orbital ("año") de 13 días terrestres y su radio orbital es de 0,073 UA, (aproximadamente 11 millones de km), un 7% del radio orbital de la Tierra (que dista 150 millones de km del Sol, 14 veces más). Como la estrella tiene una luminosidad total que es aproximadamente el 1,3% de la luminosidad del Sol, el planeta todavía recibe más calor que Venus. Por su proximidad a la estrella primaria, y aunque el tamaño de esta sea 0,38 el tamaño del Sol, presenta desde la superficie del planeta un tamaño aparente que es unas 5,2 veces más grande que el tamaño del Sol visto desde la Tierra.

## Características físicas
El planeta posee una masa 5 veces superior a la masa de la Tierra. Basándose en este dato se le calcula un radio ecuatorial 1,5 veces mayor y una aceleración de la gravedad en su superficie de 2,2 veces la de la Tierra. Su órbita es unas 14 veces menor que la terrestre, pero su temperatura promedio no es elevada, ya que Gliese 581 es una enana roja. También es uno de los planetas extrasolares más pequeños descubiertos hasta ahora en órbita alrededor de una estrella de secuencia principal.

### Temperatura superficial
Basándose en la temperatura de superficie que se ha calculado, Gliese 581c podría ser el primer planeta extrasolar descubierto que es similar a la Tierra. Con una luminosidad que para la estrella Gliese 581 es 0,013 veces la del Sol, es posible calcular para el planeta Gliese 581c la temperatura superficial de equilibrio. Según el equipo de Udry, la temperatura de equilibrio para Gliese 581c es de -3 °C si se asumen un albedo (porcentaje de luz reflejado por la atmósfera), como Venus (0,64), y 40 °C si se asume un albedo de 0,35 (similar al de la Tierra). Sin embargo, la temperatura real en la superficie depende del valor real del albedo del planeta, que es desconocido. No obstante, y aunque se ignore la composición de la atmósfera, se espera que las temperaturas reales en la superficie sean más calientes; por ejemplo, el cálculo correspondiente para la Tierra da una "temperatura en la superficie de -17 °C, mientras la real es en promedio de 288 K (15 °C), unos 32 °C mayor por efecto invernadero de la atmósfera de la Tierra...

### Agua líquida

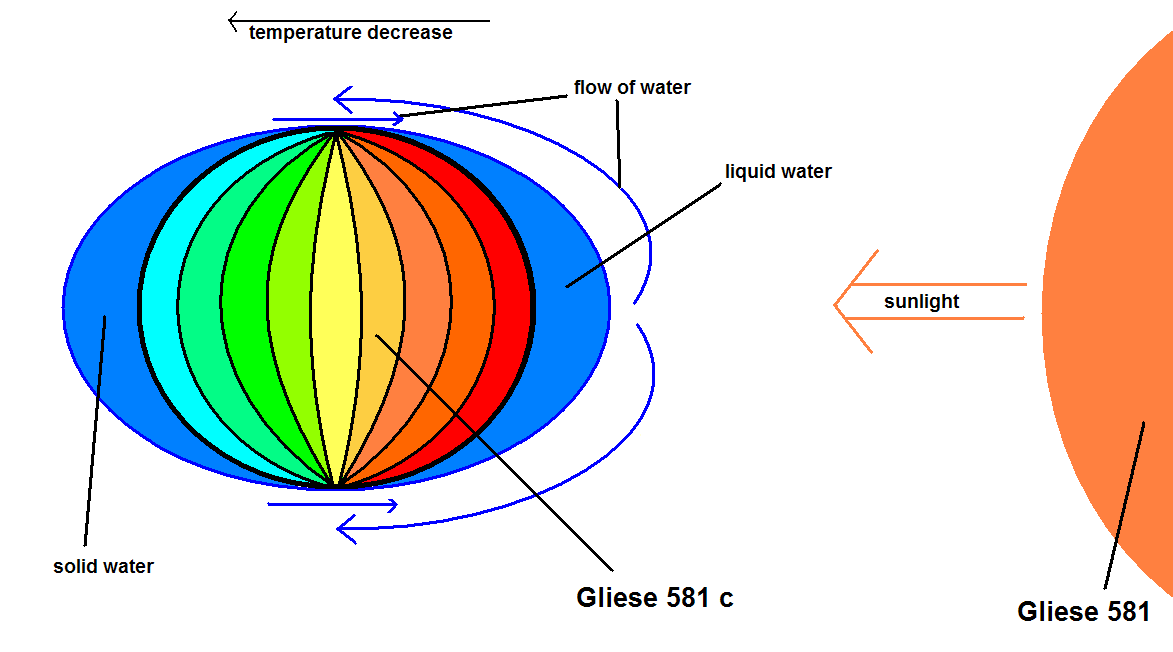
Hidrósfera de Gliese 581 c.

Se cree que este planeta podría poseer hidrógeno y oxígeno en su atmósfera, elementos clave para la existencia de agua en el planeta.
El planeta GL 581 c es, además, el primero que se descubre que posee temperaturas que permitan mantener agua líquida en su superficie. Se especula que puede ser un planeta rocoso o tener en su superficie océanos de agua líquida.
Gliese 581 c está dentro de la zona habitable dónde el agua es líquida, un ingrediente necesario para la vida tal y como se la conoce. Es el planeta más parecido a la Tierra encontrado.
Aunque se ha predicho, a través del modelo de equilibrio radiactivo, la existencia de temperaturas compatibles con la existencia de agua líquida, no hay ninguna evidencia directa. Las técnicas para la determinación de la existencia de vapor de agua en la atmósfera de un planeta extrasolar, como por ejemplo HD 209458b, podrían aplicarse si existiese la rara coincidencia de un planeta cuyo giro causa un tránsito entre su estrella y la Tierra; algo que se ignora si Gliese 581 c puede hacer.

### Fuerzas de marea
Debido a su órbita cercana a la estrella, Gliese 581 c experimenta fuerzas de marea que son 400 veces más fuertes que las fuerzas de marea que causa la Luna a la Tierra. Ello provoca que la rotación del planeta esté frenada respecto a la estrella, y Gliese 581 c está en rotación síncrona alrededor de su estrella. Por tanto, tiene un hemisferio siempre iluminado mientras el otro siempre está oscuro.
Un planeta en rotación síncrona experimenta temperaturas extremas a cada uno de los hemisferios (muy alta en el hemisferio donde siempre está iluminado y muy baja en el hemisferio con oscuridad perpetua), mientras que la pequeña zona del terminador o "zona del crepúsculo", donde el sol siempre está saliendo o poniéndose, tendría un clima más moderado.
Un modelo teórico predice que los compuestos volátiles, como el agua y anhídrido carbónico, podrían evaporarse en el calor abrasador del lado iluminado, y podría emigrar al lado nocturno más fresco, y podría condensar para formar hielo. Con el tiempo, la atmósfera entera podría helarse en la parte nocturna del planeta. Alternativamente, si tiene una atmósfera bastante grande para ser estable, el calor debe circular más uniformemente, permitiendo un área habitable más grande en la superficie.

## Posibilidades de albergar vida
Las posibilidades de que Gliese 581 c pueda albergar algún tipo de vida son altas[cita requerida] ya que este exoplaneta se encuentra a una distancia adecuada respecto a su estrella para que pueda existir agua líquida en su superficie. Muchos científicos creen que en este exoplaneta podría haber grandes océanos como en la Tierra. Además de ser un planeta rocoso, la temperatura de Gliese 581c se estima que es de entre 0 y 40 grados, lo que lo hace un candidato ideal para albergar vida cercana a como la conocemos en nuestro planeta. En octubre del 2008 un grupo de científicos ucranianos envió unos signos de información con 501 gráficos, pinturas y documentos a este exoplaneta esperando llamar la atención de algún tipo de vida extraterrestre, se espera que estas señales lleguen a Gliese 581c en el año  2029.